# 1924

## Esdeveniments
Països Catalans
- 20 de gener, Espanya: Primo de Rivera nomena reconeguts anticatalanistes com a diputats provincials de Catalunya.
- 13 de març, Camp de les Corts, (Barcelona): La selecció catalana de futbol juga contra la selecció espanyola, i és derrotada per 0 a 7.[1]
- 8 de maig, Barcelona: S'inaugura la llibreria Catalònia, a la plaça de Catalunya, número 17.[2]
- 15 de maig, Barcelona: Primer número de la Gaseta de les Arts, una revista d'art, història de l'art i arqueologia que es publicà fins al 1930.[3]
- 1 de juliol: Apareix el primer número de la Revista de Catalunya, fundada per Rovira i Virgili, que amb més o menys discontinuïtat ha arribat fins als nostres dies.[4]
- 1 de setembre, Manresa: Es publica el primer número del setmanari esportiu bagenc A ple aire.[5]
- 5 de setembre: es prohibeix La Santa Espina, sardana inclosa en l'obra homònima d'Àngel Guimerà i Enric Morera, que ha esdevingut un himne patriòtic.[6]
- 25 de setembre, Barcelona: Es funda l'Editorial Barcino, amb la idea de fer divulgació dels clàssics de la literatura catalana.[7]
- 29 d'octubre, Catalunya: a la revista Xut!, dibuixat per Valentí Castanys, apareix per primera vegada l'Avi del Barça.
- 1 de novembre, Gelida: S'inaugura el Funicular de Gelida, que uneix el centre urbà amb l'estació de tren de la població, situada en una cota inferior.[8]
- 14 de novembre, Barcelona: Inici de les emissions de Ràdio Barcelona, la primera estació radiofònica de l'Estat espanyol.[9][10]
- 6 de desembre, Girona: Deixa de publicar-se  el setmanari El Gironès, aparegut el 1916, en una segona etapa de Lo Geronés.[11]
- 30 de desembre, Barcelona: Inauguració del primer ferrocarril metropolità de la ciutat (Gran Metro), entre les estacions de Catalunya i Lesseps.[12]
- Balaguer: la Secció de Telèfons de la Mancomunitat de Catalunya, sota la direcció d'Esteban Terradas i Illa, hi instal·la la primera central automàtica.

Resta del món
- 12 de febrer - Roma: Comença a publicar-se el diari italià L'Unità, fundat per Antonio Gramsci i lligat històricament al Partit Comunista Italià (PCI).[13]
- 21 de febrer - Salamanca: Miguel de Unamuno és destituït per la dictadura de Primo de Rivera com a rector de la Universitat de Salamanca i desterrat a l'illa de Fuerteventura.[14]
- 5 de març - Albània: Shefqet Verlaci esdevé primer ministre del país.
- 25 de març - Grècia: s'hi proclama la república.
- 4 de maig - París, França: inici dels Jocs Olímpics d'Estiu de 1924.[15]
- 6 de juny - Praga, República Txeca: estrena, sota la direcció d'Alexander Zemlinsky del monodrama ''Erwartung'', op 17, d'Arnold Schoenberg, amb llibret de Marie Pappenheim, escrita el 1909.[16]
- 9 de juny - Quito, Equador: El Consell d'Estat aprova en una sessió històrica, que Matilde Hidalgo es pugui inscriure en el cens electoral per tenir dret de vot, com demanava, essent la primera dona llatinoamericana a qui se li reconeix –i que exerceix– aquest dret.[17]
- 15 d'octubre - França: Es publica el Manifest du Surréalisme.[18]

## Premis Nobel
| Camp                  | Guardonats          |
| --------------------- | ------------------- |
| Física                | - Manne Siegbahn    |
| Química               | No atorgat          |
| Medicina o Fisiologia | - Willem Einthoven  |
| Literatura            | - Wɫadyslav Reymont |
| Pau                   | No atorgat          |

## Naixements
Països Catalans
- 10 de gener, Barcelona: Maria Ferret i Espanyol, fundadora del Moviment Escolta i Guiatge de Mallorca (m. 2012).[19]
- 16 de gener, Vinaròs, Baix Maestrat: Eugeni Giner, guionista i dibuixant de còmics valencià (m. 1994).
- 26 de febrer, Barcelona: Jordi Alumà i Masvidal, pintor català.
- 3 d'abril, Perpinyà, França: Max Havart, compositor de sardanes nord-català (m. 2006).[20]
- 10 d'abril, Barcelona: Isabel de Pomés, actriu catalana molt popular al cinema espanyol dels anys quaranta (m. 2007).[21]
- 23 de maig, Barcelona: Rosalia Guilleumas i Brosa, filòloga i directora de l'Escola de Bibliologia i de la Biblioteca de Catalunya.[22]
- 26 de maig, 
  - Figueres: Maria Tort Xirau, pintora i editora fotogràfica i de cinema (m. 2018).[23]
  - Maó: Maria Lluïsa Canut Ruiz, investigadora en física menorquina (m. 2005).[24]
- 6 de juny, París (França): Serge Nigg, compositor francès (m. 2008).[25]
- 31 de juliol, Alacant: Joana Concepció Francés, pintora valenciana que formà part del grup El Paso (m. 1990).[26]
- 3 d'agost, Cervera, Segarra: Maria Josepa Colom i Sambola, pintora i gravadora catalana (m. 2017).[27]
- 5 d'agost, Barcelona: Lluïsa Granero i Sierra, escultora catalana (m. 2012).[28]
- 28 d'agost, Lledó d'Empordà, Alt Empordà: Montserrat Vayreda, escriptora catalana (m. 2006).[29]
- 3 de setembre, Barcelona: Jordi Sarsanedas, escriptor català. (m. 2006).[30]
- 4 de setembre, Burjassot, Horta de València: Vicent Andrés Estellés, periodista i poeta valencià (m. 1993).[31]
- 22 d'octubre, Sabadell: Teresa Cunillé i Rovira, actriu catalana.[32]
- 27 d'octubre, L'Alguer: Antonella Salvietti, escriptora algueresa en llengua catalana (m. 2006).[33]
- 27 de novembre, Girona: Isabel Oliva i Prat, mestra i poeta.[34]
- 14 de desembre, Barcelona: Teresa Salvador i Salvador, religiosa i activista social catalana (m. 2014).[35]
- Portbou, Alt Empordà: Francesc Marsà Gómez, filòleg.
- Barcelona: Roser Oromí Dalmau, fotògrafa.
- Barcelona: Roser Agell i Cisa, artista plàstica, pintora, dibuixant i gravadora.[36]

Resta del món
- 6 de gener, Haui-do, Imperi Japonès: Kim Dae-jung, polític President de Corea del Sud (1998-2003), Premi Nobel de la Pau de l'any 2000 (m. 2009).
- 10 de gener, Sant Sebastià, País Basc: Eduardo Chillida, escultor basc (m. 2002).
- 11 de gener, Dijon, França: Roger Guillemin, neurocirurgià, Premi Nobel de Medicina o Fisiologia de l'any 1977.
- 20 de gener, Houilles, Seine-et-Oise, Françaː Yvonne Loriod, pianista francesa (m. 2010).[37]
- 29 de gener:
  - Trieste, Bianca Maria Piccinino: periodista i presentadora italiana.
  - Venècia, Vèneto, Itàlia: Luigi Nono, compositor Italià (m. 1990).[38]
- 30 de gener, Chicago: Dorothy Malone, actriu estatunidenca, guanyadora d'un Oscar.[39]
- 31 de gener, Tbilisi, RSS de Geòrgia: Tenguiz Abuladze, director de cinema georgià.
- 5 de febrer, Ohio: Robert Drew, director de documentals.
- 16 de febrer, Ettal, districte de Garmisch-Partenkirchen, Alemanya: Annemarie Buchner, coneguda popularment com a Mirl Buchner, esquiadora alemanya (m. 2014).[40]
- 21 de febrer, Nova York: Thelma Estrin, informàtica biomèdica estatunidenca (m. 2014).[41]
- 23 de febrer, Johannesburg, Sud-àfrica: Allan McLeod Cormack, físic nord-americà d'origen sud-africà, Premi Nobel de Medicina o Fisiologia de l'any 1979 (m. 1998).
- 27 de febrer - Salcedo, República Dominicana: Patria Mirabal, mecanògrafa i activista política dominicana, assassinada pel dictador Rafael Leónidas Trujillo (m.1960).[42]
- 3 de març, Ōita (Japó):  Tomiichi Murayama un polític japonès que va exercir de 81è primer ministre del Japó, des del 30 de juny de 1994 fins a l'11 de gener de 1996.[43]
- 10 de març, Leeds, Yorkshire, Anglaterra: Angela Morley, compositora i directora d'orquestra anglesa (m. 2009).[44]
- 20 de març, Hanoï, Indoxina: Jacqueline Alduy, política francesa i nord-catalana, senadora i batllessa d'Els Banys i Palaldà (m.2016).[45]
- 23 de març, Dallas, Texas: Bette Nesmith Graham, mecanògrafa, dissenyadora i empresària, inventora del Liquid Paper (m. 1980).[46]
- 27 de març, Newark: Sarah Vaughan, cantant nord-americana de jazz (m. 1990).[47]
- 3 d'abril, Omaha, Nebraska, EUA: Marlon Brando, actor americà (m. 2004).[48]
- 6 d'abril, Armagh, Irlanda del Nord: Ian Paisley, 2n Primer Ministre d'Irlanda del Nord i Cap del Partit Unionista Democràtic (m. 2014).[43]
- 7 d'abril, Avellaneda, Buenos Aires: Azucena Villaflor, activista argentina, una de les fundadores de l'associació de les Madres de Plaza de Mayo.[49]
- 8 d'abril, Berlín: Ursula Hanke-Förster, escultora, artista, dissenyadora alemanya.[50]
- 15 d'abril, Lincoln (Anglaterra): Neville Marriner, violinista i director d'orquestra anglès (m. 2016).[51]
- 16 d'abril, Cleveland (Ohio), EUA: Henry Mancini, intèrpret i compositor de música de cinema (m. 1994).[52]
- 21 d'abril, Estocolm: Elsa-Marianne von Rosen, ballarina, coreògrafa i actriu sueca, popular per tota Escandinàvia (m. 2014).[53]
- 23 d'abril, Pula, Croàcia (abans Itàlia): Rossana Rossanda, periodista i política italiana.[54]
- 28 d'abril, Chinsali, Rhodèsia del Nord, Kenneth Kaunda, també anomenat KK, fou el primer President de Zàmbia, del 1964 al 1991.[43]
- 29 d'abril, París: Renée Jeanmaire, ballarina de ballet, cantant i actriu parisenca.[55]
- 1 de maig, Washington DC: Evelyn Boyd Granville, matemàtica, física teòrica i astrònoma, 2a dona afroamericana doctora en Matemàtiques.[56]
- 2 de maig, Krommenie, Països Baixos: Aafje Heynis, contralt neerlandesa, especialista en lied i música barroca (m. 2015).[57]
- 4 de maig, Briansk, Rússia: Tatiana Nikolàieva, pianista, compositora, professora russa.[58]
- 7 de maig, Londres: Marjorie Boulton, escriptora i poetessa britànica en anglès i en esperanto (m. 2017).[59]
- 11 de maig, Fowey, Cornualla (Gran Bretanya): Antony Hewish, astrònom anglès, Premi Nobel de Física de l'any 1974.[60]
- 12 de maig, Estelí, Nicaragua: Claribel Alegría, escriptora nicaragüenca (m. 2018).[61]
- 22 de maig, París, França: Charles Aznavour, cantant, compositor i actor francès (m. 2018).[62]
- 31 de maig, Suresnes, Ida Presti: guitarrista i compositora clàssica francesa (m. 1967).[63]
- 3 de juny, Uppsala, Suècia: Torsten Wiesel, neurobiòleg suec, Premi Nobel de Medicina o Fisiologia de l'any 1981.[64]
- 12 de juny, Milton, Massachusetts (EUA): George Herbert Walker Bush, políticestatunidenc, 41è president dels Estats Units d'Amèrica (m. 2018).[65]
- 14 de juny, Uddingston (Anglaterra): James Whyte Black, farmacòleg, Premi Nobel de Medicina o Fisiologia de l'any 1988 (m. 2010)
- 19 de juny, 
  - Milà: Cini Boeri, arquitecta i dissenyadora italiana (m. 2020).[66]
  - Mannheim, Alemanya: Anneliese Rothenberger, soprano alemanya (m. 2010).[67]
- 26 de juny, Sant Sebastià: José Ignacio San Martín López, coronel de l'Exèrcit de Terra espanyol participant en el cop d'estat del 23 de febrer de 1981.[68]
- 1 de juliol, Xangai (Xina): Wang Huo, escriptor xinès. Guanyador del Premi Mao Dun de Literatura de l'any 1997.
- 20 de juliol, Naarden, Països Baixos: Hans Lodeizen, poeta.
- 23 de juliol, Saint-Gingolph, Suïssa: Sabine Weiss, fotògrafa (m. 2021).[69]
- 24 de juliol, Grenoble, França: Janine Charrat, ballarina, coreògrafa, i directora francesa.[70]
- 27 de juliol, Brageirac, Occitània: Bernat Lesfargues, escriptor i traductor occità (m. 2018).
- 1 d'agost, Dąbrowica, Polònia: Georges Charpak, físic francès d'origen polonès, Premi Nobel de Física de l'any 1992 (m. 2010).[71]
- 19 d'agost, Amherst, Nova Escòcia, Canadà: Willard Boyle, físic canadenc, Premi Nobel de Física de l'any 2009 (m. 2011).[72]
- 23 d'agost, Nova York (EUA): Robert Solow, economista estatunidenc, Premi Nobel d'Economia de 1987.
- 28 d'agost, Long Beach, Califòrnia: Peggy Ryan, ballarina i actriu nord-americana.[73]
- 29 d'agost, Madrid, Espanya: María Dolores Pradera, cantant i actriu espanyola.[74]
- 1 de setembre, Esmirna: Arda Mandikian, soprano greco-armènia (m. 2009).[75]
- 4 de setembre, Vabre: Simone Iff, activista francesa pels drets de les dones (m. 2014).[76]
- 16 de setembre, Nova York: Lauren Bacall, actriu de cinema i teatre, guanyadora del Tony i del Globus d'Or.[77]
- 24 de setembre, Poltava, Unió Soviètica: Nina Botxarova, gimnasta artística soviètica que destacà als Jocs Olímpics d'Estiu de 1952 (m. 2020).[78]
- 30 de setembre, Nova Orleans, Louisiana, EUA):Truman Capote, escriptor estatunidenc (m. 1984).[79]
- 1 d'octubre, Plains (Geòrgia), EUA: Jimmy Carter, 39è President dels Estats Units[80] (m. 2024).
- 4 d'octubre, Evanston (Illinois), Estats Units: Charlton Heston, actor i director de cinema estatunidenc, famós especialment pels seus papers protagonistes a Ben Hur i Els Deu Manaments.
- 10 d'octubre, París: Ludmilla Tchérina, ballarina, actriu, escultora, pintora francesa.[81]
- 23 d'octubre: Anouar Abdel-Malek, científic i polític egipci-francès d'ascendència copta.
- 30 d'octubre, Cornimont (Vosges), França: Hubert Curien, físic francès (m. 2005).[82]
- 1 de novembre, Ermont: Colette Renard, actriu i cantant francesa (m. 2010).[83]
- 13 de novembre, Okazaki, Prefectura d'Aichi: Motoo Kimura, genetista japonès conegut per la introducció de la teoria neutralista de l'evolució.
- 16 de novembre, Linz: Erika Mahringer, esquiadora austríaca.[84]
- 17 de novembre, Dnepropetrovsk, República Socialista Soviètica d'Ucraïna: Leonid Borisóvitx Kogan, violinista soviètic.
- 19 de novembre, Kampala, capital de la llavors Buganda: Mutesa II nom de naixença Edward Frederick William David Walugembe Mutebi Luwangula Mutesa, fou rei de Buganda i més tard president del país llavors ja amb el nom modern d'Uganda (m. 1969).[43]
- 22 de novembre, Kirksville, Missouri: Geraldine Page, actriu estatunidenca (m. 1987).[85]
- 27 de novembre, Conjoux, prop de Ciney, Bèlgica: Gaston Compère, escriptor, filòleg, poeta i dramaturg.
- 2 de desembre, Aarhus, Dinamarca: Else Marie Pade, compositora de música electrònica.[86]

- 3 de desembre:
  - Viena, Àustria: Edwin Salpeter, astrofísic.[87]
  - Filadèlfia, EUA: John W. Backus, informàtic estatunidenc.
- 14 de desembre -Tohmajärvi: Siiri Rantanen, esquiadora de fons finesa que competí els anys 1950/60.[88]

## Necrològiques
Països Catalans
- 5 de gener, València: Faustí Barberà i Martí, metge, erudit i polític valencià (73 anys).
- 15 de gener, Barcelona: Carme Parreño i Gibert, actriu catalana, la primera a interpretar Marta, de Terra baixa (n. 1856).[89]
- 26 de febrer, València: Luisa Cervera Royo, escriptora i lliurepensadora valenciana.[90]
- 3 d'abril, València: Josep Martínez Aloy, historiador i polític valencià (68 anys).
- 24 de març, Sant Julià d'Altura: Miquel Ustrell i Serrabogunyà, propietari rural català (73 anys).
- 30 de maig, París: Amélie Beaury-Saurel, pintora catalana de pares francesos (75 anys).[91]
- 18 de juliol, Barcelona: Àngel Guimerà, poeta i dramaturg català (79 anys).
- 7 d'agost, Barcelona: Joan Salvat-Papasseit, escriptor català.[92]
- 8 d'octubre, Barcelona: Àngela Vallès Torrentbo, mestra i científica catalana.[93]
- 12 d'octubre, Màlaga, Andalusia, Espanya: Antonio Muñoz Degrain, pintor valencià del corrent eclèctic (83 anys).
- 15 d'octubre, Sabadell, Província de Barcelona: Eduard Brossa i Trullàs, cartògraf català (76 anys).
- 13 de desembre, Barcelona: Mercè Abella, actriu catalana de l'últim terç del segle xix.[94]

Resta del món
- 21 de gener, Gorki Lèninskie, Rússia: Lenin, líder de la Revolució Russa de 1917 (53 anys).
- 3 de febrer, Washington DC, EUA: Woodrow Wilson, historiador, acadèmic, 28è president dels Estats Units, Premi Nobel de la Pau de 1919 (n. 1856).
- 13 de març, Boston: Josephine St. Pierre Ruffin, editora i sufragista afroamericana que lluità pels drets civils (n. 1842).[95]
- 2 d'abril, Pittsburgh, Estats Units: Eleonora Duse, una de les més cèlebres actrius de teatre italiana (n. 1858)[96]
- 21 d'abril, Pittsburgh, USA: Eleonora Duse, cèlebre actriu de teatre italiana (n. 1858).[97]
- 2 de maig, Sant'Anastasia: Anna Palm de Rosa, pintora paisatgista sueca (n. 1859).[98]
- 4 de maig, New Romney, Kent, Regne Unit: Edith Nesbit, escriptora anglesa, pionera de la literatura fantàstica juvenil (n. 1858).[99]
- 15 de maig, Bordeus, França: Paul d'Estournelles de Constant, polític francès, Premi Nobel de la Pau de 1909 (n. 1852).[100]
- 20 de maig, Montevideo: María Eugenia Vaz Ferreira, poeta uruguaiana.[101]
- 3 de juny, Viena, Àustria: Franz Kafka, escriptor txec en llengua alemanya (40 anys).[102]
- 26 de juny, Moscou: Valentina Serova, compositora russa d'ascendència germano-jueva (n. 1846).[103]
- 30 de juny, Jerusalem, Palestina: Jacob Israël de Haan, escriptor assassinat per un activista de Haganà (43 anys).
- 27 de juliol, Èmpoli, Toscana, Itàlia: Ferruccio Busoni, pianista i compositor italià (n. 1866).[104]
- 3 d'agost, Bishopsbourne, Anglaterra: Joseph Conrad, escriptor de pares polonesos nacionalitzat britànic (67 anys).[105]
- 4 de setembre, Berlín: Hilde Mangold, embrióloga alemanya que demostrà la inducció embrionària.[106]
- 25 de setembre, Senomaty, Bohèmia: Karel Burian, tenor txec, especialitzat en les obres de Wagner.
- 29 de setembre, Kristiania: Ragna Nielsen, educadora, escriptora, política i feminista noruega.[107]
- 8 d'octubre, Leonards-on-Sea, Hastings: Louise Rayner, aquarel·lista britànica (n. 1832).[108]
- 9 d'octubre, Pequín (Xina): Lin Shu, escriptor i traductor xinès (n. 1852).[109]
- 12 d'octubre, 
  - Saint-Cyr-sur-Loire, França: Anatole France, escriptor francès, Premi Nobel de Literatura de 1921 (80 anys).[110]
  - Hollywood: Kate Lester, actriu de teatre i de cinema mut (n. 1857).[111]
- 29 d'octubre, Nova York, EUA: Frances Hodgson Burnett, escriptora estatunidenca d'origen britànic (n. 1849).[112]
- 20 de novembre, Berlín: Dora Hitz, pintora alemanya de la Secessió de Berlín (n. 1856).[113]
- 29 de novembre, Brussel·les, Bèlgica: Giacomo Puccini, compositor italià (n. 1858) (65 anys).[114]
- 29 de desembre, Lucerna, Suïssa: Carl Spitteler, escriptor suís, Premi Nobel de Literatura de 1919 (n. 1845).
- Václav Viktorin, baríton txec.
- Ángel Menchaca, músic i periodista.